# Адам Лавин
А̀дам Но̀а Лавѝн (на английски: Adam Noah Levine) е роден на 18 март 1979 в Лос Анджелис, Калифорния, САЩ. Той е вокалист и китарист на рок групата Maroon 5. Той също така участва в телевизионното шоу „Гласът“ (The Voice) заедно с Кристина Агилера, Сий Ло Грийн и Блейк Шелтън.
Адам Лавин е съосновател на алтернативната рок банда Flowers Kara и е неин вокалист и китарист. След провала на продажбите на единствения им албум „The Fourth World“ групата се разделя. По-късно той реформира бандата, прибавяйки пети член към нея, с което се формират Maroon 5. Това им носи значителен успех. Лавин е получил три награди Грами, две награди Billboard Music Awards, две Американски музикални награди (American Music Awards), Музикална награда на MTV за най-добро видео и World Music Award (всички с Maroon 5).
През 2012 г. той прави актьорския си дебют във втория сезон на сериите на телевизионното шоу American Horror Story: Asylum. Той е и член от екипа на филма Can a Song Save Your Life?
Лавин също така е и предприемач. През 2013 г. той стартира своя собствена ароматна линия, като през същата година работи с Kmart и ShopYourWay.com, за да разработи и проектира колекции за облекло и аксесоари.

## Биография
Адам е син на Патси Ноуа и Фред Лавин. Има един брат, Майкъл, доведена сестра, Джулия и двама полу брат и сестра, Сам и Лиза, от втория брак на баща си с Лиза. Лиза и Фред Лавин имат два магазина за дрехи за мъжка мода. Поради това Адам твърди, че винаги е на гребена на модната вълна.
Лавин посещава частното училище Брентуд (на английски: Brentwood School), където се запознава с членовете на групата Kara's Flowers – Джеси Кармайкъл, Мики Мейдън и Райън Дюсик.

## Kara's Flowers
По време на късните си тийнейджърски години (септември 1995 г.) Адам Лавин заедно с Кармайкъл, Мадън и Райън Дюсик, друг ученик от Брентууд формират гаражната банда Kara's Flowers.  Групата изнася първия си концерт в нощен клуб в Западен Холивуд, Калифорния – „Whisky а Go Go“, като Лавин е едновременно вокалист и китарист. През 1997 г. групата е била забелязана от независим продуцент – Томи Алън, докато свири на плажно парти в Малибу.
Впоследствие момчетата подписват с Reprise Records чрез продуцента Роб Кавало. Лавин по-късно си спомня: „Когато си на 17 години, ти си в гимназията, самонадеян си и се намират хора, които твърдят, че ще станеш „голям“ и ти дават един куп пари и т.н. Тогава ти си казваш – супер, ще стана известен. Всички проблеми ще се решат.“ През 1997 г. Kara's Flowers издава първия си албум, озаглавен The Fourth World (Четвъртият свят). През същата година групата се появява в епизод на сериала Beverly Hills, 90210. Въпреки високите очаквания рок бандата има много малък успех, продавайки около 5000 копия. Така разочарована от слабите резултати от албума си, групата се разпада.

## Maroon 5
След разпадането на Kara's Flowers Лавин, заедно с Кармайкъл, напуска Лос Анджелис, за да продължи да учи в Ню Йорк. След като отпада от колежа Five Towns College, където той и Кармайкъл учат музика, се събират отново с Madden и Dusick, за да формират банда още веднъж. Те експериментират с няколко стила, включително с кънтри и фолк, преди да решат музиката, базирана на груув, да бъде техния жанр. Лавин обяснява необходимостта от пълна промяна за групата: „Омръзна ни да бъдем типичната рокендрол банда...Имах чувството, че трябва да търся вокално вдъхновение другаде.“ Групата издава кратък запис, презентиращ музикалните им способности, който е отхвърлен от няколко звукозаписни компании преди да попадне в ръцете на мениджърите на Octone Records – James Diener, Ben Berkman и David Boxenbaum.
След като се съобразява със съветите на Berkman, бандата добавя пети член, бившият китарист на Square – James Valentine, и е преименувана на Maroon 5. В интервю с HitQuarters Berkman казва „Лавин изглеждаше много срамежлив...пети член на групата, който да свири на китара, може да даде малко свобода на Лавин да се изяви като звездата, за каквато го възприемам“.
По това време Лавин работи като асистент на писателя в телевизионното шоу на CBS Judging Amy, чийто продуцент, Barbara Hall, е семеен приятел на певеца. Докато работи за шоуто, той прекарва време в писане на песни за бившата си приятелка Джейн. Тези песни са включени в дебютния албум на Maroon 5, Songs About Jane, който е пуснат през юни 2002 г. Албумът постепенно трупа ефир и в крайна сметка се превръща в хитов, с продажби от около 10 милиона копия. Той става десетият най-продаван албум за 2004 г. – две години след като е издаден. През 2005 г. Maroon 5 печели първата си Награда Грами за най-добър нов изпълнител. Следващата година те печелят Награда Грами за най-добро поп изпълнение от дует или група с вокал за втория сингъл от албума – „This Love“.
До 2006 г. групата записва отново и през май 2007 г. вторият албум на Maroon 5, Won't Be Soon Before Long, е издаден. Лавин описва албума като „голямо подобрение“ и обяснява: „Мисля, че този албум е направен с малко повече самочувствие и е силен лирически“. Групата изпълнява песните от албума на шестдневното си клубно турне, когато те посещават по-малки заведения в Бостън, Сан Франциско, Лос Анджелис, Минеаполис, Маями и Ню Йорк в началото на юни 2007 г. Албумът и трите негови последователни сингъла („Makes Me Wonder“, „Won't Go Home Without You“ и „If I Never See Your Face Again“) получават номинации за Грами, въпреки че само „Makes Me Wonder“ си осигурява победа.
След световното турне It Won't Be Soon Before Long бандата започва да записва в Швейцария през 2009 г. в сътрудничество с продуцента и текстописец John Robert „Mutt“ Lange. Лавин споделя, че през този период е работил много по-усърдно отколкото някога дотогава. През 2010 г. Maroon 5 издават третия си студиен албум „Hands All Over“. Той първоначално не отговаря на очакванията. В интервю за Los Angeles Times Адам обяснява, че албумът страда от впечатлението, че представлява нелогичен сбор от коренно различни идеи и песни, които нямат никакъв смисъл заедно. След умерения успех на първите три сингъла групата издава „Moves like Jagger", който Лавин класифицира като „една от онези песни, които определено представляват риск". Сингълът е успешен в световен мащаб. Той става деветият най-продаван дигитален сингъл на 2011 г. с продажби от 8,5 млн. копия, а през 2012 г. – осмият най-продаван дигитален сингъл на всички времена. По-късно Адам признава, че песента „напълно съживява групата“.
След като като „Moves Like Jagger" е първият път, когато Maroon 5 си сътрудничат с външен текстописец, групата решава да опита същата практика отново при изготвянето на следващия си албум, озаглавен „Overexposed“. Неговото заглавие е уж алюзия за обществената вездесъщност на Лавин. В интервю с Rolling Stone той изразява мнение, че е това е най-танцувалният им албум правен някога, коментирайки, че в голяма степен мелодиите са в духа на старомодна диско песен и че отношението му е към него е с примеси на любов и омраза, но най-вече любов. Албумът и главният сингъл „Payphone“ носи на Maroon 5 втора награда Грами за Най-добър поп вокален албум и номинация за най-добро поп дуо/групово изпълнение. След това групата провежда турнето си Overexposed през 2012 – 13 (с кратко удължаване в Европа до 2014 г. поради конфликти по отношение на графика), а също оглавява и 12-ото годишно турне на Honda, в което включва и участника в The Voice Тони Лука.
През 2007 г. Адам Лавин заявява, че според него групата е достигнала своя връх и може да направи още един албум преди да се разпусне. Той е цитиран как обяснява: „В края на краищата искам да се фокусирам да бъда напълно различен човек, защото не знам дали искам да правя това на 40, 50 и повече години“. През 2010 г. обаче той разсейва всички слухове за раздяла, като заявява: „Обичам това, което правя и мисля, че въпреки че може да бъде досадно и сложно понякога, засега нямаме планове да разпускаме групата“. Той също отхвърля идеята за соло кариера, като заявява: „Никога няма да имам индивидуален запис, по-скоро ще имам друга група“.

## Други изяви

### Други музикални изяви
Адам Лавин е работил с редица музикални изпълнители. През 2005 г. той участва в песента „Live Again“ на хип-хоп дуото Ying Yang Twins. През същата година той се появява и в албума на Кание Уест Late Registration в третия му сингъл, „Heard 'Em Say“. Това партньорство Адам определя като „много искрено и много лесно“. Песента е създадена по време на полет на самолет, в който той и West пътуват, като нейният рефрен по-късно е използван за песента на Maroon 5 „Nothing Lasts Forever“ от албума It Won't Be Soon Before Long. Лавин също взима участие и в третия албум на Алиша Кийс, Alicia Keys: MTV Unplugged, като част от кавъра на песента на The Rolling Stones „Wild Horses“.
Почти по същото време, той партнира на колегата си K'naan за сингъла „Bang Bang“. През 2009 г. Адам записва „Gotten“, песента от първия солов албум на Slash, Slash (2010). През февруари 2010 г. той е сред 80-те музиканти, които изпълняват благотворителния сингъл, представляващ римейк на песента „We Are The World“, наречен „We Are the World 25 for Haiti“. През 2011 г. той се появява в песента на Gym Class Heroes „Stereo Hearts“. Адам също така работи и с хип-хоп изпълнителя 50 Cent за песента му „My Life“, записвайки вокала почти две години преди да бъде издадена като сингъл през 2012 г., включваща и рапъра Еминем.

### Телевизия и медии
Лавин е направил няколко бележити комични изяви по телевизията. През 2007 г. той се появява в премиерата на 33-тия сезон на Saturday Night Live в SNL Digital Short, наречен Iran So Far, заедно с Andy Samberg, Fred Armisen и Jake Gyllenhaal. Той играе себе си, докато пее хумористичен вариант на „любовна песен“ за Махмуд Ахмадинеджад. През 2008 г. Адам изпълнява „Night of Too Many Stars“ в Comedy Central's. Лавин също така има и малка роля в шоуто Jimmy Kimmel Live! в нощта на звездите. През същата година подкрепя Барак Обама в президентските избори. През 2013 г. той е водещ на Saturday Night Live.

## Личен живот
През септември 2010 г. Лавин признава в радио програмата „Шоуто на Хауърд Стърн“, че е излизал с руския модел от Sports Illustrated и Victoria's Secret Анна Вялицина за около осем месеца. Двамата се срещат, когато Maroon 5 има участие на парти на Sports Illustrated в Лас Вегас през 2010. През април 2012 г. Адам и Анна обявяват, че са се раздели. През следващия месец Лавин започва да се среща моделът от Намибия Беати Принслу, която също работи за Victoria's Secret. Те се разделят през март 2013 г., но отново се събират през юли и впоследствие се сгодяват.

## Дискография

### Песни с други музикални изпълнители
| „Heard 'Em Say“ (Kanye West featuring Adam Levine)                           | 2005 | 26 | 27 | 19 | 95 | 23 | 67 | 15 | 22  | - RIAA: Златен                                                              | Late Registration            |
| „Say It Again“ (Natasha Bedingfield featuring Adam Levine)                   | 2007 | –  | –  | –  | –  | –  | –  | –  | —   |                                                                             | N.B. и Pocketful of Sunshine |
| „Bang Bang“ (K'naan featuring Adam Levine)                                   | 2008 | –  | –  | 71 | –  | –  | –  | –  | 105 |                                                                             | Troubadour                   |
| „Stereo Hearts“ (Gym Class Heroes featuring Adam Levine)                     | 2011 | 4  | 4  | 7  | –  | 4  | 8  | 3  | 3   | - RIAA: 3× Платинен - ARIA: 3× Платинен - MC: 2× Платинен - RIANZ: Платинен | The Papercut Chronicles II   |
| „Man in the Mirror“ (с Javier Colon)                                         | 2011 | 45 | –  | 66 | –  | –  | –  | –  | —   |                                                                             | н/д                          |
| Yesterday (с Tony Lucca)                                                     | 2012 | 22 | –  | 64 | –  | –  | –  | –  | —   |                                                                             | н/д                          |
| My Life (50 Cent featuring Eminem и Adam Levine)                             | 2012 | 27 | 33 | 14 | 52 | 6  | 89 | 33 | 2   | - ARIA: Платинен                                                            | Street King Immortal         |
| YOLO (The Lonely Island featuring Adam Levine и Kendrick Lamar)              | 2013 | 60 | 31 | 26 | –  | –  | –  | 26 | 77  |                                                                             | The Wack Album               |
| „—“ означава, че песните не са получили сертификат или липсват в класациите. |      |    |    |    |    |    |    |    |     |                                                                             |                              |

### Гостуване
| Име         | Година | Албум                      | Изпълнител (и)  |
| ----------- | ------ | -------------------------- | --------------- |
| Live Again  | 2005   | U.nited S.tate of A.tlanta | Ying Yang Twins |
| Wild Horses | 2005   | Unplugged                  | Alicia Keys     |
| Gotten      | 2010   | Slash                      | Slash           |
| Stand Up    | 2011   | Come Through for You       | Javier Colon    |
| Heavy       | 2013   | New Orleans                | PJ Morton       |

## Филмография
| Година      | Заглавие                                     | Роля                | Бележки |
| ----------- | -------------------------------------------- | ------------------- | --- |
| 1997        | Beverly Hills, 90210                         | Гост музикант       | Епизод: „Forgive and Forget“ |
| 2009        | 30 Rock                                      | Гост музикант       | Епизод: „Kidney Now“ |
| 2010        | When I Was 17                                | Себе си             | Епизод 8 |
| 2011–       | The Voice (U.S. TV series)                   | Съдия/треньор       | Номиниран – Teen Choice Award for Choice TV: Personality (Награда за личностни характеристики) Номиниран – „Изборът на публиката“ за любима знаменитост – съдия в риалити предаване |
| 2011 – 2013 | Saturday Night Live                          | Гост музикант/водещ | Епизоди: Charlie Day/Maroon 5, Jeremy Renner/Maroon 5, Adam Levine/Kendrick Lamar                                                                                                   |
| 2012 – 2013 | American Horror Story: Asylum                | Leo Morrison        | Поддържаща роля; 4 епизода |
| 2013        | Begin Again (или Can A Song Save Your Life?) | Dave Kohl           | Филм |
| 2013        | Family Guy                                   | Себе си             | Епизод: „Quagmire's Quagmire“ |